# La Uvita
La Uvita est une municipalité située dans le département de Boyacá, en Colombie.